# Bromsäure
Bromsäure ist eine chemische Verbindung der Elemente Brom, Sauerstoff und Wasserstoff mit der Formel HBrO3. Ihre Salze sind die Bromate.

## Gewinnung und Darstellung
Ihre Darstellung kann durch Umsetzung von Bariumbromat mit verdünnter Schwefelsäure erfolgen. Hierbei fällt das schwerlösliche Bariumsulfat aus und die Bromsäure bleibt in Lösung.
{\displaystyle \mathrm {Ba(BrO_{3})_{2}+H_{2}SO_{4}\longrightarrow BaSO_{4}\downarrow +\ 2\ HBrO_{3}} }

## Eigenschaften
Sie gehört zu den Halogensauerstoffsäuren und ist verwandt mit der Chlorsäure und der Iodsäure und wie diese pyramidal aufgebaut. Sie ist ein starkes Oxidationsmittel und wird deshalb für Redoxtitrationen eingesetzt. Weiterhin ist sie wichtig bei Belousov-Zhabotinsky-Reaktionen.
Bromsäure ist eine nicht sehr beständige Säure und kann nur in wässriger Lösung dargestellt werden. Ab einem Gehalt von 50 % tritt Zersetzung ein:
{\displaystyle \mathrm {4\ HBrO_{3}\longrightarrow 2\ Br_{2}+5\ O_{2}+2\ H_{2}O} }